# Bouvron (Meurthe y Mosela)
 Bouvron  es una población y comuna francesa, en la región de Lorena, departamento de Meurthe y Mosela, en el distrito de Toul y cantón de Toul-Nord.

## Demografía
| 125 | 123 | 107 | 112 | 132 | 194 |
| Para los censos de 1962 a 1999 la población legal corresponde a la población sin duplicidades (Fuente: INSEE [Consultar]) |     |     |     |     |     |